# Esther Mbabazi
Esther Mbabazi est une pilote de ligne commerciale professionnelle au Rwanda, la quatrième plus grande économie dans la Communauté d'Afrique de l'Est. Elle est la première femme au Rwanda à obtenir la certification permettant de piloter en tant que pilote d'avion. Elle s'envole pour RwandAir, la compagnie aérienne nationale du Rwanda,,.

## Jeunesse et éducation
Elle est née au Burundi vers 1988 de parents Rwandais. Son père et sa mère sont des pasteurs et la famille s'installe autour d'un lot. Quand Esther avait environ huit ans, son père est mort dans un accident d'avion. L'avion ayant dépassé la piste lors de son atterrissage dans le pays voisin de la République Démocratique du Congo. La famille s'installe au Rwanda en 1996. Elle a suivi une formation à l'école de pilotage de Soroti (Ouganda), avant d'être parrainée par RwandAir où elle poursuit sa formation à Miami, en Floride.

## Carrière
Sur la fin de ses études aux États-Unis, Esther Mbabazi a été embauché par RwandAir pour voler en tant que copilote sur le Boeing 737 et sur le CRJ900, à partir de 2012, quand elle avait 24 ans.